# 鈴木岳幸
鈴木 岳幸（すずき たけゆき、1973年5月7日 - ）は、日本の政治家。立憲民主党所属の衆議院議員（1期）。元藤枝市議会議員（3期）。

## 来歴
静岡県島田市に生まれ、藤枝市で育つ。静岡県立藤枝東高等学校、産業能率大学経営情報学部経営情報学科を卒業し、日本大学大学院総合社会情報研究科国際情報専攻修士課程を修了。会社員を経て、藤本祐司参議院議員秘書、津川祥吾衆議院議員秘書を務める。
2014年4月20日執行の藤枝市議会議員選挙に、民主党公認で立候補し初当選。市議は3期務め、民進党の解党後は国民民主党を経て立憲民主党に参加した。
2023年6月13日、立憲民主党は次期衆院選静岡2区に鈴木を擁立すると発表。
2024年10月27日執行の第50回衆議院議員総選挙では、選挙区では自由民主党前職の井林辰憲に敗れたが、比例区で復活当選を果たした。

## 政策・主張
- 会社員時代にリストラに遭った経験から、解雇規制の緩和に反対している[4]。

## 選挙
| 当落 | 選挙                     | 執行日         | 年齢 | 選挙区      | 政党       | 得票数   | 得票率 | 定数 | 得票順位 /候補者数 | 政党内比例順位 /政党当選者数 |
| ---- | ------------------------ | -------------- | ---- | ----------- | ---------- | -------- | ------ | ---- | ------------------ | ---------------------------- |
| 当   | 2014年藤枝市議会議員選挙 | 2014年4月20日  | 40   | ーー        | 民主党     | 3032票   | ーー   | 22   | 7/24               | /                            |
| 当   | 2018年藤枝市議会議員選挙 | 2018年4月22日  | 44   | ーー        | 無所属     | 2313票   | ーー   | 22   | 13/26              | /                            |
| 当   | 2022年藤枝市議会議員選挙 | 2022年4月17日  | 48   | ーー        | 立憲民主党 | 2405票   | ーー   | 22   | 10/24              | /                            |
| 比当 | 第50回衆議院議員総選挙   | 2024年10月27日 | 51   | 静岡県第2区 | 立憲民主党 | 7万131票 | 34.04% | 1    | 2/3                | 4/5                          |